# Heiningen (Bassa Sassonia)
Heiningen è un comune di 662 abitanti della Bassa Sassonia, in Germania.
Appartiene al circondario (Landkreis) di Wolfenbüttel (targa WF) ed è parte della comunità amministrativa (Samtgemeinde) di Oderwald.